# 徳島市津田小学校
徳島市津田小学校（とくしまし つだしょうがっこう）は、徳島県徳島市津田西町二丁目にある公立小学校。

## 沿革
- 1873年 - 化成小学校を設立。
- 1906年 - 津田尋常高等小学校と改称。
- 1963年 - プールを設置する。
- 1975年 - 西校舎が完成。
- 1988年 - 体育館が完成。
- 1994年 - 特別棟を設置する。

## 校区
- 津田町・津田本町・津田海岸町・新浜本町・新浜町・津田西町・津田浜之町・西新浜町
  - 詳細は徳島市校区一覧を参照

## 著名な出身者
- 大塚千弘 - 女優
- 新田広一郎 - 実業家、元サッカー選手
- 山下リオ - 女優
- 桂秀樹 - 元サッカー選手
- 東泰 - 元サッカー選手
- 米津玄師 - シンガーソングライター
- 藤本愛瑚 - バスケットボール選手

## 関連学校
- 徳島市津田中学校

## 通学区域が隣接している学校
- 徳島市論田小学校
- 徳島市大松小学校
- 徳島市八万南小学校
- 徳島市八万小学校
- 徳島市昭和小学校
- 徳島市沖洲小学校